# Valentina Jegorova
Valentina Michajlovna (Valentina) Jegorova (Russisch:Валентина Михайловна Егорова) (Isederkino, 16 februari 1964) is een Russische langeafstandsloopster, die zich in de marathon gespecialiseerd heeft. Ze nam driemaal deel aan de Olympische Spelen en won hierbij in totaal twee medailles.

## Biografie
In 1990 won ze een zilveren medaille op het Europees kampioenschap marathon in Split. Ze deed mee aan de vrouwenmarathon op de Olympische Spelen van Barcelona in 1992. Daar vertegenwoordigde ze het Gemenebest van Onafhankelijke Staten en won een gouden medaille door de Japanse atlete Yuko Arimori te verslaan.
Vier jaar later vertegenwoordigde ze Rusland op de Olympische Spelen van Atlanta in 1996, waar ze een zilveren medaille won op de vrouwenmarathon achter de Ethiopische Fatuma Roba (goud) en Japanse Yuko Arimori (brons).
Haar persoonlijk record op de marathon van 2:23.33 liep ze op Boston Marathon in 1994. Ze behaalde hiermee een tweede plaats achter Uta Pippig. In 1993 en 1994 won ze de marathon van Tokio en in 1999 de marathon van Nagano. In 1999 werd ze ook zesde op het WK halve marathon met een tijd van 1:09.59. Op de marathon op de Olympische Spelen van Sydney in 2000 moest ze nog voor de finish uitstappen.
In 2007 werd ze geëerd doordat de afbeelding van haar hoofd op alle medailles van de marathon van Berlijn stond met daarbij de tekst: 'Marathon Olympiasiegerin (Olympische gouden medaille winnares) 1992 Valentina Yegorova'.

## Titels
- Olympisch kampioene marathon - 1992
- Wereldkampioene halve marathon - 1995

## Persoonlijke records
| Onderdeel      | Prestatie | Datum         | Plaats          |
| -------------- | --------- | ------------- | --------------- |
| halve marathon | 1:09.35   | 13 juni 1993  | Sint-Petersburg |
| marathon       | 2:23.33   | 18 april 1994 | Boston          |

## Palmares

### halve marathon
- 1995:  WK in Belfort - 1:09.58
- 1999: 6e WK in Palermo - 1:09.59

### marathon
- 1988:  marathon van Ufa - 2:30.59
- 1988: 6e marathon van Tallinn - 2:37.05
- 1990:  marathon van Osaka - 2:29.47
- 1990: 4e marathon van Tokio - 2:36.01
- 1990:  EK in Split - 2:31.32
- 1990: 21e marathon van Londen - 2:35.25
- 1991:  marathon van Londen - 2:28.18
- 1991:  marathon van Tokio - 2:31.52
- 1992: 4e marathon van Los Angeles - 2:29.41
- 1992: 4e marathon van Tokio - 2:31.27
- 1992:  OS in Barcelona - 2:32.41
- 1993:  marathon van Tokio - 2:26.40
- 1994:  marathon van Tokio - 2:30.09
- 1994:  Boston Marathon - 2:23.33
- 1995:  marathon van Tokio - 2:28.48
- 1996:  marathon van Nagoya - 2:27.53
- 1996:  OS in Atlanta 2:28.05
- 1998: 6e marathon van Nagano - 2:28.51
- 1999:  marathon van Tokio - 2:28.06
- 1999:  marathon van Nagano - 2:28.41
- 2000:  marathon van Nagano - 2:26.26
- 2000: DNF OS in Sydney
- 2001: 11e marathon van Nagoya - 2:28.41
- 2004:  marathon van Nagano - 2:31.47

1984: Joan Benoit ·
1988: Rosa Mota ·
1992: Valentina Jegorova ·
1996: Fatuma Roba ·
2000: Naoko Takahashi ·
2004: Mizuki Noguchi ·
2008: Constantina Diță ·
2012: Tiki Gelana ·
2016: Jemima Sumgong ·
2020: Peres Chepchirchir ·
2024: Sifan Hassan